# Сатто (король Рюкю)
Сатто (яп. 察度 Сатто, 1321 - 1395) — 3-й король (ван) Тюдзана (1350—1395). Основатель династии Сатто (1350—1406).

## Биография
В начале 14 века королевство Рюкю распалось на три удельных княжества (Хокудзан, Тюдзан и Нандзан), которые враждовали между собой. В 1350 году после смерти короля Сэйи (1328—1349) новым королем Тюдзана стал Сатто, адзи (военный вождь) области Урасоэ.
В правление Сатто произошло расширение и развитие торговых отношений между Рюкю и другими странами Юго-Восточной Азии (Корея, Ява, Суматра, Малакка). Была введена ранговая административная система, заимствованная у Китая. В 1390 году вожди островов Мияко и Яэяма, находившихся к югу от Окинавы, стали присылать дань Сатто. Во второй половине правления короля Сатто политический центр переносится из Урасоэ в Сюри.

## Внешняя политика
В 1372 году король Тюдзана Сатто установил вассальные отношения с Минской империей. По предложению китайцев Сатто отправил своих послов в Нанкин, получив официальное разрешение от императора Хунъу на торговлю с Китаем. В следующем 1373 году были установлены дипломатические и торговые отношения с Аннамом и Чампой. В 1374 году король Сатто отправил в Нанкин во главе посольства своего младшего брата Тайки (泰期). Хунъу принял посольство короля Тюдзана и отправил ответную миссию на Окинаву с различными дарами, в том числе с императорской грамотой об утверждении Сатто в качестве короля Окинавы. В течение следующих двадцати лет король Сатто отправил в Китай девять дипломатических миссий. Примеру Тюдзана также последовали соседние ваны Хокудзана и Нандзана, которые также отправили свои делегации в Нанкин и признали вассальную зависимость от Минской империи. 1392 год году прибыло посольство от вана Чосон Тхэджо (1392 - 1398). В ответ 1393, 1394 годах отправлен в Чосон к вану Тхэджо (1392 - 1398).
В 1392 году из китайской провинции Фуцзянь в окинавское государство Тюдзан прибыла группа китайских переселенцев (36 семей). С разрешения короля Сатто китайцы основали общину Кумэмура, на небольшом расстоянии от столицы Сюри. В течение последующих десятилетий и столетий китайские колонисты породнились с местными островитянами. Китайские иммигранты обучали жителей Окинавы китайской письменности, языку, музыке, поэзии, искусству, они часто служили королевскими дипломатами и переводчиками.
В 1395 году Сатто скончался, ему наследовал его сын Бунэй (1356—1406), правивший в 1396—1406 годах.